# Фаэтано (футбольный клуб)
«Фаэтано» (итал. SC Faetano) — сан-маринский футбольный клуб, представляющий город Фаэтано. выступает в Чемпионате Сан-Марино по футболу, Группа Б. Клуб образован в 1962 году.

## Достижения
- Чемпион Сан-Марино (3): 1985/86, 1990/91, 1998/99
- Обладатель Кубка: (3)

1993, 1994, 1998
- Обладатель Суперкубка: (1)

1994

## Лига Европы УЕФА
| Сезон   | Турнир           | Раунд                     | Страна | Клуб                  | Дома | В гостях | Общий счёт |
| ------- | ---------------- | ------------------------- | ------ | --------------------- | ---- | -------- | ---------- |
| 2010-11 | Лига Европы УЕФА | 1. Квалификационный раунд | Грузия | Зестафони (Зестафони) | 0-0  | 0-5      | 0-5        |